# Úpice
Úpice är en stad i Tjeckien. Den ligger i den nordöstra delen av landet, 120 km öster om huvudstaden Prag. Úpice ligger 357 meter över havet och antalet invånare är 5 959.
Terrängen runt Úpice är platt åt sydväst, men åt nordost är den kuperad. Úpice ligger nere i en dal. Runt Úpice är det ganska tätbefolkat, med 124 invånare per kvadratkilometer. Närmaste större samhälle är Trutnov, 9,1 km nordväst om Úpice. Omgivningarna runt Úpice är en mosaik av jordbruksmark och naturlig växtlighet.